# 브릴 (출판사)

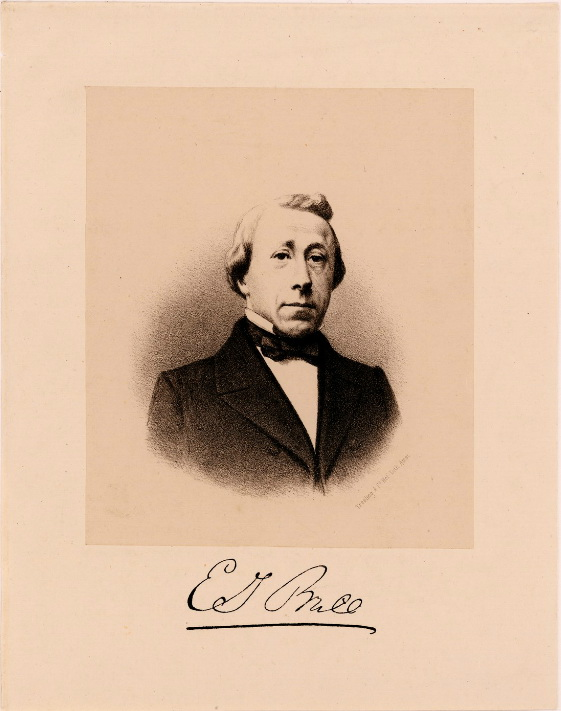
E. J. Brill 사진

브릴(유로넥스트: BRILL, E.J.Brill, Koninklijke Brill, Brill Academic Publishers)은 네덜란드 레이든에 위치한 유명한 국제학술출판사로서 1683년에 창립되었다. 외국의 지점으로 보스톤, 파더본, 그리고 싱카폴에 있으면서 275개의 학술지와 한해 1200권의 신간도서를 출판하고 있다. 온라인으로도 일차자료를 볼 수 있다.

## 참고 문헌
- The most up-to-date history of the company is Sytze van der Veen, Brill: 325 Years of Scholarly Publishing (Leiden: Brill, 2008), ISBN 978-90-04-17032-2
- Tom Verde, "Brill's Bridge to Arabic", Aramco World, 66 (2015), nr. 3, pp. 30–39 online edition.
- Brill Annual Report 2012